# Eucalyptus fraxinoides
Eucalyptus fraxinoides är en myrtenväxtart som beskrevs av Deane och Joseph Henry Maiden. Eucalyptus fraxinoides ingår i släktet Eucalyptus och familjen myrtenväxter. Inga underarter finns listade i Catalogue of Life.

## Bildgalleri

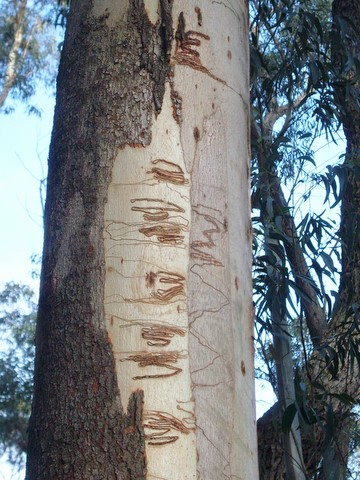
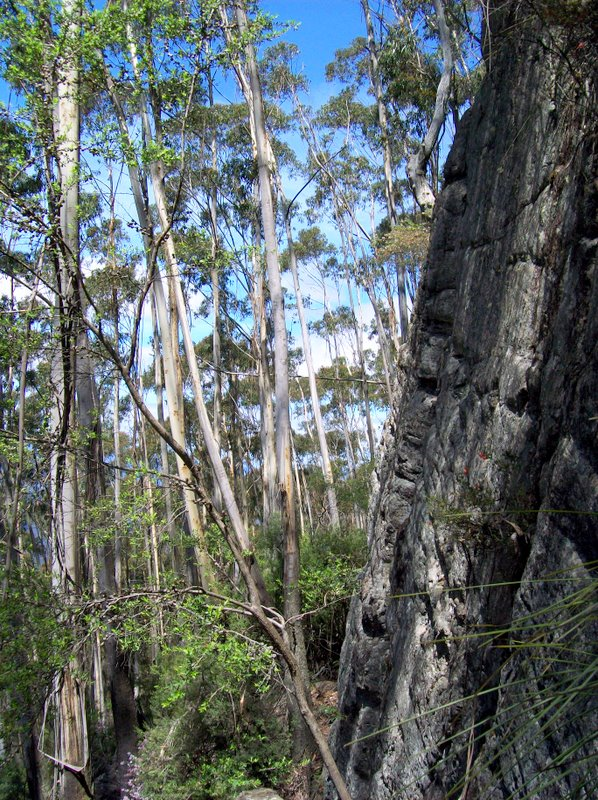